# Saint-Jean-de-Tholome
Saint-Jean-de-Tholome é uma comuna francesa na região administrativa de Auvérnia-Ródano-Alpes, no departamento da Alta Saboia. Estende-se por uma área de 12.37 km². Em 2010 a comuna tinha 1 032 habitantes (densidade: 83,4 hab./km²).